# Achim Hagemann

Achim Hagemann als Pawel Popolski

Joachim Reinhard „Achim“ Hagemann (* 8. August 1965 in Recklinghausen) ist ein deutscher Komponist und Musiker. Er wurde zunächst durch seine gemeinsamen Auftritte mit Hape Kerkeling bekannt und seit etwa 2006 mit seinen kabarettistischen Musikprogrammen Der Popolski Show (bis 2014) und Der Popolski Wohnzimmershow (seit 2015).

## Leben
Hagemann und Kerkeling kennen sich seit der dritten Klasse und waren auch Schüler auf dem Marie-Curie-Gymnasium in Recklinghausen, an dem auch Hagemanns Eltern unterrichteten. Dort gründeten die beiden die Schüler-Rockband Gesundfutter und veröffentlichten das Album Hawaii. In seiner Kindheit spielte er zunächst Schlagzeug.
Nach Abitur und Zivildienst studierte er an der Robert-Schumann-Musikhochschule in Düsseldorf. Von 1989 bis 1991 spielte er mit Kerkeling in der siebenteiligen Comedyserie Total Normal und wurde besonders durch das Lied Hurz! einem breiteren Publikum bekannt. Theodor Hurz, der Namensgeber des Liedes, wohnte über dem Düsseldorfer Tonstudio von Hagemann.
Hagemann komponierte die bekannten Kerkeling-Songs Das ganze Leben ist ein Quiz und Hurz. Er schrieb auch die Musik für den Kinofilm Horst Schlämmer – Isch kandidiere! (2009). Außerdem hat er die Musik zu der deutschen Fernsehserie Der kleine Vampir – Neue Abenteuer (1993) komponiert, die von den Prinzen gesungen wurde und für die er 1994 zusammen mit Christian Görlitz den Adolf-Grimme-Preis erhielt. Er schrieb auch Lieder für Max Raabe und 2raumwohnung.
Unter dem Pseudonym Pawel Popolski ist Hagemann Schlagzeuger der pseudo-polnischen Kabarett-Blaskapelle The Pops mit dem Programm Der Popolski Show. Mit dieser Band wurde er 2006 für den Prix Pantheon nominiert. Ende August 2008 startete eine kleine Reihe mit Der Popolski Show im WDR-Spätabendprogramm, die von Kritikern gelobt wurde. Hierfür wurde Hagemann für den Deutschen Fernsehpreis 2008 in der Kategorie Beste Comedy nominiert. Die Sendungen wurden 2009 für den Adolf-Grimme-Preis nominiert. Das Folgeprogramm lief unter dem Titel „Außer der Rand und der Band“.
Im November 2011 fand im Capitol Theater Düsseldorf die Uraufführung des Musicals Kein Pardon – Das Musical nach dem gleichnamigen Film von Hape Kerkeling statt, zu dem Hagemann einen Großteil der Musik beisteuerte. Er fungiert außerdem als Jury-Präsident beim Comedy-Preis Recklinghäuser Hurz. Dieser wurde 2017 anlässlich des 1000-jährigen Jubiläums der Stadt Recklinghausen zu Ehren des gleichnamigen Sketches ins Leben gerufen und wird seitdem jährlich verliehen.

## Belege
1. 1 2 3  Archivierte Kopie (Memento vom 29. Oktober 2019 im Internet Archive)
2. 1 2  Beleuchtet von Ralf Tiemann (Text) und Michael May (Foto): Achim Hagemann. 24. Mai 2016, abgerufen am 22. September 2022 (deutsch).
3. ↑  https://www.weser-kurier.de/region/syker-kurier_artikel,-Hurz-wohnt-in-Duesseldorf-_arid,250149.html, https://www.sat1nrw.de/aktuell/comedy-preis-hurz-180495/
4. ↑  Süddeutsche Zeitung vom 22. August 2008: Im Westen was Neues „Der Popolski Show“: Es gibt im deutschen Fernsehen doch noch Unterhaltungskunst (Memento vom 21. September 2008 im Internet Archive)
5. ↑  Grimme-Institut: Nominierte Unterhaltung 2009 (Memento vom 31. Januar 2009 im Internet Archive)
6. ↑  Das Musical Kein Pardon (Memento vom 11. August 2011 im Internet Archive)
7. ↑   „Kein Pardon“ von Hape Kerkeling als Musical (Seite nicht mehr abrufbar. Suche in Webarchiven) In: Der Westen, 18. März 2011. Abgerufen am 25. Februar 2012
8. ↑   'Kein Pardon': Hermanns und Kerkeling bringen ein Musical auf die Bühne In: stern.de, 18. März 2011. Abgerufen am 25. Februar 2012
9. ↑  Ulrike Merten:  Noch ein bisschen Witzischkeit In: Welt Online, 21. März 2011. Abgerufen am 25. Februar 2012
10. ↑  DER RECKLINGHÄUSER HURZ – der schräge Comedy-Preis! Abgerufen am 18. Februar 2020.

| Personendaten    | Personendaten                                                         |
| ---------------- | --------------------------------------------------------------------- |
| NAME             | Hagemann, Achim                                                       |
| ALTERNATIVNAMEN  | Popolski, Pawel (Pseudonym); Hagemann, Joachim Reinhard; Hagemann, A. |
| KURZBESCHREIBUNG | deutscher Komponist und Pianist                                       |
| GEBURTSDATUM     | 8. August 1965                                                        |
| GEBURTSORT       | Recklinghausen                                                        |